# Zecharia Sitchin
Zecharia Sitchin (in azero Zaxariya Sitçin; Baku, 11 luglio 1920 – New York, 9 ottobre 2010) è stato uno scrittore azero naturalizzato statunitense. 
È stato autore di molti libri sulla cosiddetta archeologia misteriosa o pseudoarcheologia, e sostenitore della "teoria degli antichi astronauti" come spiegazione dell'origine dell'uomo. Le speculazioni di Sitchin, basate sulla sua personale interpretazione dei testi sumeri, vengono considerate pseudoscienza e pseudostoria dalla comunità scientifica, rifiutate da scienziati, storici e accademici.
Inoltre le teorie e i libri di Sitchin sono stati fortemente criticati per ragioni quali la mancanza di conoscenze o studi specifici sull'archeologia mesopotamica e sulla storia del Vicino Oriente antico, congiunta ad una metodologia difettosa nello studio dei testi antichi sumerici, traduzioni errate di tali testi e affermazioni astronomiche e scientifiche che non corrispondono alla realtà.
Egli attribuisce la creazione dell'antica cultura dei Sumeri ad una presunta razza aliena, detta Elohim (in ebraico) o Anunnaki (in sumero), proveniente da un ipotetico pianeta del sistema solare presente nella mitologia babilonese chiamato Nibiru nei testi Sumeri, e Marduk in quelli babilonesi, e il cui periodo di rivoluzione è di circa 3600 anni. L'esistenza di corpi celesti oltre Nettuno, di grandi dimensioni è comunque tuttora oggetto di dibattito, specialmente dopo la scoperta di Sedna.
Sitchin afferma anche che in corrispondenza della fascia principale degli asteroidi del sistema solare, si sarebbe trovato anticamente un pianeta che i Sumeri chiamavano Tiāmat (nome della principale divinità femminile del mare) che sarebbe previsto dalla Legge di Titius-Bode. È proprio dalla disastrosa collisione tra Tiamat e Nibiru, narrata in forma epica nel poema sumero-babilonese Enūma eliš, che sarebbe nata la Terra (in sumero, "Ki"), poi spinta nella sua attuale orbita da una successiva perturbazione gravitazionale di Nibiru e dall'attuale fascia degli asteroidi.
Il punto di vista di Sitchin non è supportato da alcuna prova scientifica, e la sua speculazione non viene considerata attendibile per via dell'assenza di prove a sostegno, sia dal punto di vista linguistico che dal punto di vista astronomico.
Le speculazioni di Sitchin andrebbero secondo alcuni nella categoria del creazionismo non-religioso, ma lo stesso Sitchin riporta nei suoi testi nozioni di evoluzionismo teista riguardanti l'evoluzione della specie umana, sebbene egli sostenga che l'uomo sarebbe a suo dire "frutto di esperimenti di ibridazione genetica con specie terrestri" condotti dagli Anunnaki.

## Biografia
Zecharia Sitchin nacque nel 1920, a Baku da famiglia ebraica, nella Repubblica Socialista Sovietica Azera (oggi Azerbaigian), in seguito si trasferì nella Palestina governata dal Mandato britannico, dove studiò e apprese l'ebraico antico e quello moderno e altre lingue europee e semitiche. Ivi studiò il Vecchio testamento e l'archeologia del Vicino Oriente.
Dopo essersi laureato in storia economica all'Università di Londra tornò in Israele, dove lavorò come giornalista e editore per poi trasferirsi a New York, in cui visse fino alla morte, avvenuta nel 2010 all'età di 90 anni. È sepolto nel cimitero ebraico di New Montefiore (West Babylon, Stato di New York). Un giardino commemorativo è stato piantato in Israele con una raccolta fondi.
Gli ultimi due volumi inediti di Sitchin (un romanzo e un saggio) sono usciti postumi, il secondo, Le cronache degli Annunaki (2015) fu scritto con la nipote Janet Sitchin, figlia di suo fratello, sua assistente lettrice nelle conferenze e curatrice del libro. Janet Sitchin ha continuato negli anni a coltivare la memoria e gli studi dello zio, realizzando alcune pubblicazioni.
I suoi libri sono stati tradotti in diverse lingue e convertiti anche in Braille per i non vedenti e trattati in radio, film documentari e televisione, ma anche spettacoli teatrali.
Sitchin dichiarava che le sue ricerche avessero numerose coincidenze con molti testi biblici ed ebraici (Genesi, Libro di Enoch), i quali a loro volta, a suo dire, avrebbero tratto origine ed ispirazione dai testi della cultura sumero-accadica.

## Tesi

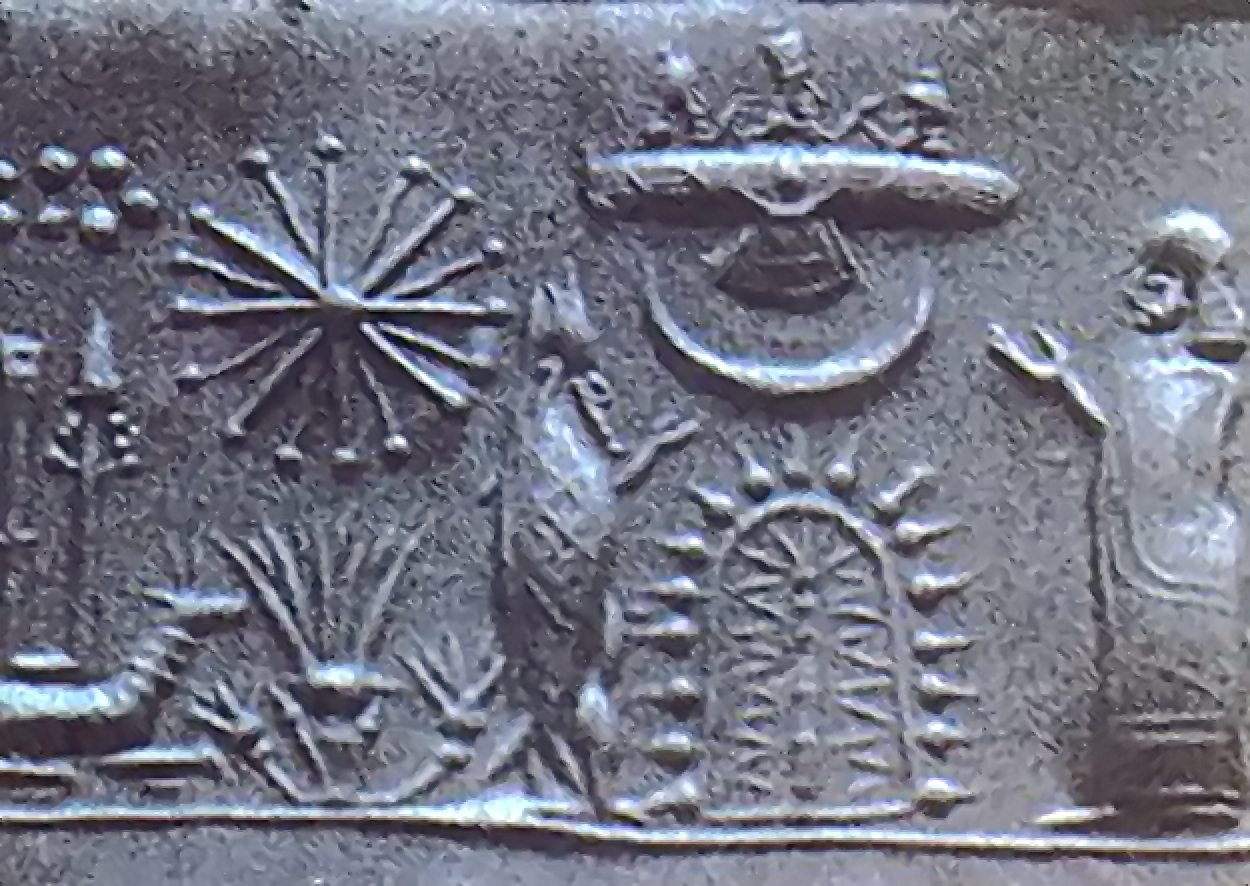
Antico sigillo cilindrico mesopotamico in cui sono raffigurati presunti veicoli e divinità Anunnaki che ricordano l'aspetto di alieni.

Secondo l'interpretazione data da Sitchin della cosmologia sumera, il sistema solare avrebbe un decimo pianeta (in realtà Sitchin intitola il suo primo libro, Il pianeta degli Dei nella traduzione italiana, The 12th Planet, "Il dodicesimo pianeta", poiché il termine sumero e babilonese per "pianeta" è lo stesso che descrive tutti i corpi celesti - MUL -, e quindi contando anche il Sole e la Luna, il sistema solare sarebbe composto di 12 MUL), che seguendo un'orbita ellittica rientrerebbe nel centro sistema una volta ogni 3600 anni. Inoltre all'epoca in cui scrisse Plutone era considerato il nono pianeta, quindi aggiungendo il corpo celeste aggiuntivo si arriva a 12. Secondo Sitchin, questo ipotetico decimo pianeta è chiamato "Nibiru", nella mitologia babilonese associato al dio Marduk, dal XVIII secolo a.C. divinità principale della terra di Babilonia.
Sitchin affermava che Nibiru avrebbe avuto un impatto catastrofico con un altro ipotetico pianeta non più esistente, chiamato Tiamat e posto tra Marte e Giove. L'impatto avrebbe creato il pianeta Terra e la fascia degli asteroidi.
Tiamat sarebbe stato dapprima colpito da una delle 7 lune di Nibiru, spezzandosi in due. Una di queste due porzioni sarebbe poi diventata la Terra con la sua Luna, e sarebbe stata spinta nell'attuale posizione da un altro impatto con una luna di Nibiru. In seguito l'altra metà, colpita da Nibiru stesso, avrebbe dato vita alla fascia degli asteroidi. I restanti detriti dell'impatto avrebbero dato origine alle comete. Nibiru sopravvisse ma danneggiato dall'ultima collisione, e con cinque lune.
Sitchin affermava che questa speculazione spiegherebbe perché la geografia terrestre avrebbe la peculiarità di avere più continenti su un lato rispetto all'altro.
La collisione tra Tiamat e Nibiru avrebbe difatti influenzato, secondo Sitchin, anche la disposizione delle terre emerse. La presenza di un grande oceano che occupa metà del globo terrestre (l'Oceano Pacifico) sarebbe, secondo lui (tenendo poco conto del fenomeno della deriva dei continenti), spiegata dal fatto che l'acqua del pianeta Tiamat (da Sitchin tradotto erroneamente come "vergine delle acque", in realtà dovrebbe significare "mare"), per di più corpo celeste oceanico, si sarebbe concentrata in massima parte nella voragine dovuta alla collisione con la seconda luna di Nibiru. Alcuni scienziati hanno ipotizzato che l'abbondanza di acqua sia dovuta ad eventi esterni d'impatto, ma non ad un pianeta bensì alle comete; questa ipotesi è stata sostenuta dal fisico Fred Hoyle, padre della prima formulazione moderna della teoria della nucleosintesi stellare, e uno dei più critici del Big Bang e della sintesi moderna dell'evoluzione, nonché uno dei primi sostenitori della teoria della panspermia, secondo cui le molecole della vita sarebbero giunte dallo spazio; Hoyle è ricordato anche esplicitamente nei libri di Sitchin, ma ovviamente questa origine extraterrestre della vita e dell'acqua è totalmente diversa dalla teoria paleoastronautica e dalla teoria di Nibiru.

Zecharia Sitchin (a sinistra) con monsignor Corrado Balducci, durante un incontro pubblico a Bellaria (2000)

Secondo Sitchin, su Nibiru abitava una razza tecnologicamente avanzata di extraterrestri, simile a quella umana di tipo europeo, o comunque umanoide, e questi esseri erano chiamati Anunnaki dalla mitologia sumera e compaiono in altre mitologie, e nella Bibbia col nome di Elohim. Secondo Sitchin sarebbero arrivati sulla terra 450.000 anni fa, alla ricerca di minerali e in particolare d'oro (del quale necessitavano per riparare la loro atmosfera rarefatta danneggiata) e lo avrebbero trovato in Africa.
Gli Anunnaki avrebbero creato geneticamente l'Homo Sapiens incrociando la loro razza con l'Homo erectus, tramite l'ingegneria genetica, con lo scopo di avere della manodopera per prelevare metalli dalle miniere. Sotto la guida di questi esseri, secondo l'interpretazione che Sitchin dà dei testi sumerici, gli uomini avrebbero fondato la civiltà in Mesopotamia, in Egitto e in India, grazie ad una casta di regnanti ibridi umano-alieno che avrebbero fatto da intermediari tra gli alieni e gli schiavi. È interessante notare che per i Sumeri, il re non era un dio incarnato come per gli Egizi, ma un mediatore tra uomini e dei, quindi, per una questione iconografica veniva rappresentato con attributi quali il gigantismo, come i nephilim della Bibbia.
Sitchin poi affermava che nel 2024 a.C. sarebbe scoppiata una guerra nucleare tra diverse fazioni di extraterrestri Anunnaki (in particolare tra i fratelli Enki ed Enlil) e che la ricaduta radioattiva (fallout) delle bombe esplose nella penisola del Sinai, sarebbe il "vento malvagio" che avrebbe distrutto non soltanto la città di Ur, secondo quanto sarebbe raccontato nel Lamento di Ur, ma avrebbe avuto ripercussioni su quasi tutta la Mesopotamia, causando moltissime vittime per avvelenamento da radiazioni e la fuga di molti Anunnaki. Sitchin sostiene che le sue ricerche spiegherebbero numerosi passi di testi biblici, come il diluvio universale e la distruzione di Sodoma e Gomorra.
Un altro punto focale della teoria di Sitchin è il ruolo attribuito alle maggiori opere megalitiche sparse per il globo e a opere come la Grande Piramide, che sarebbero state costruite dagli Anunnaki con varie funzioni, prevalentemente astronomiche, astrologiche e calendariali. Gli Anunnaki avrebbero realizzato anche la Grande Sfinge di Giza e il Volto su Marte. Altri due siti, Machu Pichu e Bad-tibira, sarebbero stati centri di lavorazione dei metalli.
Sitchin sostiene anche che le civiltà mesoamericana e sudamericana siano derivate da quella sumera e accadica, e che le due divinità principali messicane (Aztechi e Maya) e peruviane (incas, nazca, ecc.), Quetzalcoatl e Viracocha (descritto dai miti amerindi come alto, di pelle chiara e con una lunga barba bionda o bianca, quindi caratteristiche europoidi) fossero due Anunnaki (Ningishzida e Ishkur) trasferitisi con alcuni Sumeri e Africani nel nuovo continente per sfruttare i giacimenti presenti, come quelli della valle dell'Urubamba. Infine gli alieni sarebbero tornati su Nibiru, visitando la Terra solo occasionalmente, una volta ricostruito il loro ecosistema planetario.
Diversi altri autori hanno teorizzato la presenza aliena nei testi sacri. Tra questi Erich von Däniken, Walter Raymond Drake, Mauro Biglino, Mario Pincherle, Peter Kolosimo, Padre Barry Downing, Padre Enrique Lopez Guerrero, Claude Vorilhon detto Raël (fondatore del movimento raeliano). Le speculazioni di Sitchin hanno in particolare ispirato la cronologia e alcuni elementi della storia degli Elohim riportata da Biglino nei suoi libri di interpretazione "alternativa" della Bibbia.
I sostenitori di Sitchin attribuiscono il boicottaggio delle sue idee da parte della "scienza accademica statale" alla teoria del complotto sugli UFO.

### Posizione della comunità scientifica
Quando Sitchin elaborò la propria teoria e pubblicò i primi testi, il sumero era una lingua già ben conosciuta. In seguito, grazie anche ad alcune pubblicazioni di massa come Sumerian Lexicon si poté verificare la correttezza della traduzione di alcune singole parole e di alcune porzioni di testo, che risultano per lo più errate.
Lorenzo Verderame, docente di assiriologia dell'università di Roma "La Sapienza", ha dichiarato in proposito: 
()

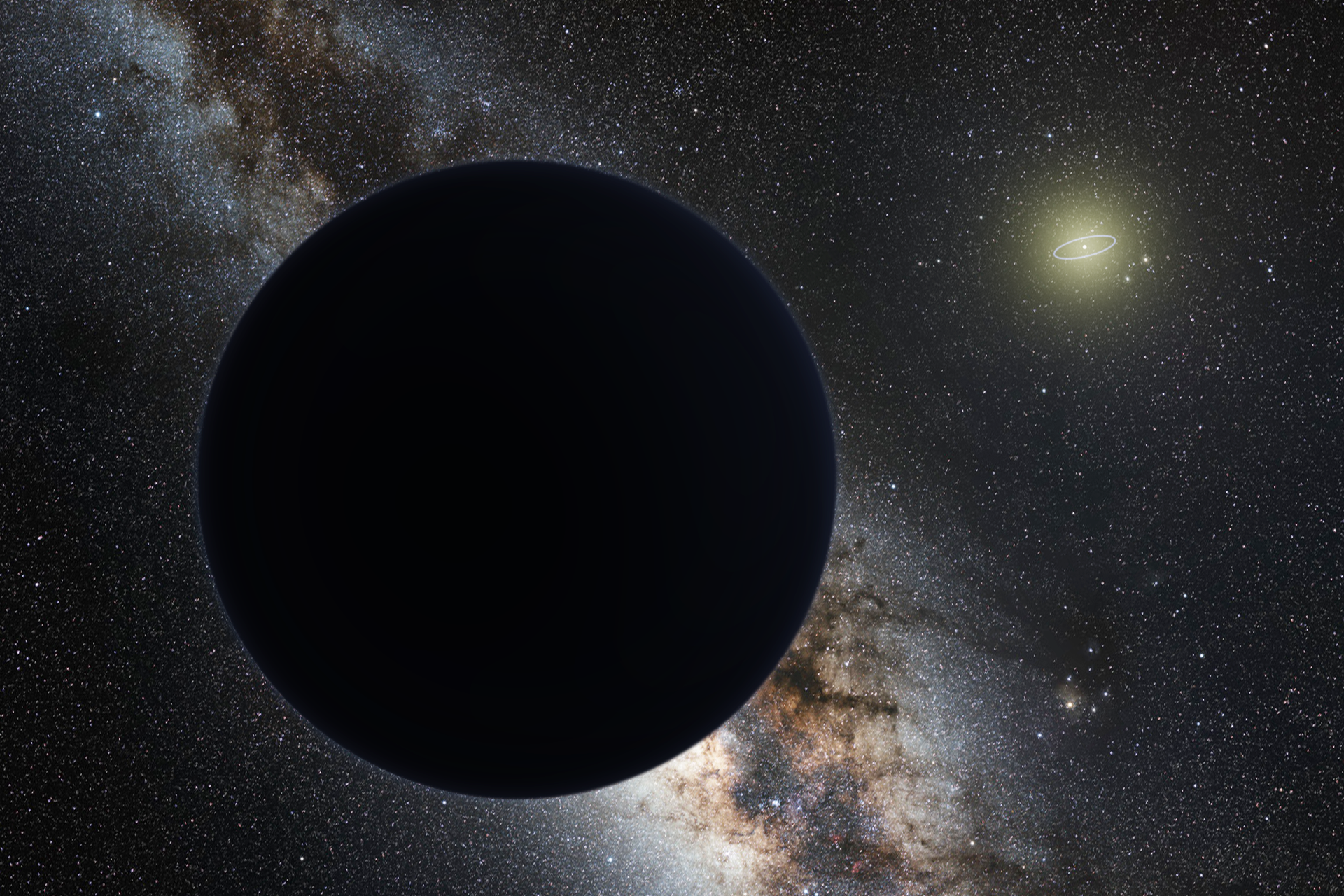
Rappresentazione artistica dell'ipotetico Pianeta X

La visione di Sitchin della "collisione planetaria" sarebbe una rielaborazione superficiale di una teoria presa concretamente in considerazione nel campo dell'astronomia (teoria dell'impatto gigante tra Terra e l'ipotetico protopianeta Theia, il quale avrebbe generato la Luna), formulata l'anno precedente (1975) al primo libro dello scrittore azero, tuttavia ciò che prospetta Sitchin ne diverge sia nei dettagli sia nei tempi, specialmente: nella sopravvivenza di Nibiru quale Pianeta X di grandi dimensioni, difficilmente abitabile in quanto passerebbe gran parte del tempo cosmico nella fredda zona transnettuniana e nel suo lunghissimo ciclo di rivoluzione (somigliante anche alla teoria di Nemesis, l'ipotetica stella gemella del Sole).
Sitchin basava le proprie argomentazioni sulla sua personale lettura dei testi sumerici come l'Enūma eliš e sull'interpretazione del sigillo cilindrico sumerico denominato "VA 243". Questo antico popolo avrebbe avuto conoscenza di 10 pianeti, mentre in realtà essi ne conoscevano solo 6 (Mercurio, Venere, Terra, Marte, Giove, Saturno). Centinaia di sigilli e calendari sumerici sono stati decodificati e il numero di pianeti che ognuno di essi indica è di 5 (Terra esclusa). Sul sigillo VA 243 ci sono 12 puntini che Sitchin interpreta come pianeti. Una volta tradotto, sul sigillo VA 243 si legge Il(i)-ilat. Dabsiga, suo servo. Per lo studioso Michael S. Heiser, il cosiddetto sole sul VA 243 non sarebbe un sole ma una stella, così anche i puntini rappresentano delle stelle.

## Opere
- Il pianeta degli dei, Milano, Edizioni Piemme, 1983, 1998, 2001, 2004, 2006, ISBN 88-272-0927-1, ISBN 88-384-3054-3, ISBN 88-384-4368-8, ISBN 88-384-8107-5, ISBN 88-384-7941-0 (The 12th Planet, New York City, HarperCollins, 1976).
- Le astronavi del Sinai, Milano, Edizioni Piemme, 1998, 2001, 2004, ISBN 88-384-4029-8, ISBN 88-384-4812-4, ISBN 88-384-8108-3 (The Stairway to Heaven, New York, Avon Books, 1980).
- Guerre atomiche al tempo degli dei, Milano, Edizioni Piemme, 1999, ISBN 88-384-4394-7 (The Wars of Gods and Men, New York City, Avon Books, 1985).
- Il codice del cosmo, Milano, Edizioni Piemme, 2010, ISBN 978-88-384-6952-7 (The Cosmic Code, New York City, Avon Books, 1998).
- Gli dei dalle lacrime d'oro, Milano, Edizioni Piemme, 2000, ISBN 978-88-566-2210-2 (The Lost Realms, New York City, Avon Books, 1990).
- Gli architetti del tempo, Milano, Edizioni Piemme, 2001, ISBN 978-88-566-2514-1 (When Time Began, New York City, HarperCollins, 1993).
- L'altra Genesi, Milano, Edizioni Piemme, 2006 (Genesis Revisited: Is Modern Science Catching Up With Ancient Knowledge?, New York City, Avon Books, 1990). (La stessa opera è stata distribuita in Italia nel 1995 anche da Gruppo Editoriale Futura con il titolo "La Genesi", con alcune variazioni nei titoli dei capitoli e diversa traduzione, ISBN 88-256-0765-2).
- La Bibbia degli Dei, Milano, Edizioni Piemme, 2007 (Divine Encounters: A Guide to Visions, Angels and Other Emissaries, New York City, Avon Books, 1995). (La stessa opera è stata distribuita in Italia nel 1997 anche da Gruppo Editoriale Futura con il titolo "Dio, angeli, extraterrestri ed esseri multidimensionali", ISBN 88-256-1109-9).
- Il libro perduto del Dio Enki, Milano, Edizioni Piemme, 2004 (The Lost Book of Enki: Memoirs and Prophecies of an Extraterrestrial god, Bear & Company, 2001).
- Spedizioni nell'Altro Passato, Milano, Edizioni Piemme, 2005 (The Earth Chronicles Expeditions, Bear & Company, 2004).
- L'ultima profezia, Milano, Edizioni Piemme, 2010 (Journeys to the Mythical Past, Bear & Company, 2007).
- Il Giorno degli Dei. Il passato è il nostro futuro, Milano, Edizioni Piemme, 2009, ISBN 978-88-566-1259-2 (The End of Days: Armageddon and Prophecies of the Return, New York City, William Morrow and Company, 2007).
- Quando i giganti abitavano la terra, Firenze, Macro Edizioni, 2010 ISBN 978-88-6229-150-7 (There Were Giants Upon the Earth: Gods, Demigods, and Human Ancestry: The Evidence of Alien DNA, Bear & Company, 2010).
- Le cronache terrestri rivelate - I segreti del passato sono la chiave del futuro, Milano, Edizioni Piemme, 2011, ISBN 978-88-566-1783-2 (The Earth Chronicles Handbook, Bear & Company, 2009).
- Il re che rifiutò di morire, Milano, Edizioni Piemme, 2014, ISBN 978-88-566-3741-0 (The King Who Refused to Die, Estate of Zechariah Sitchin, 2013)
- Le cronache degli Anunnaki (con Janet Sitchin), Milano, Edizioni Piemme, 2017, ISBN 978-88-566-5802-6 (The Anunnaki chronicles, The Sitchin foundation, 2015)